# Водородный электрод
Стандартный водоро́дный электро́д — электрод, использующийся в качестве электрода сравнения при различных электрохимических измерениях и в гальванических элементах. Стандартный водородный электрод представляет собой платиновую пластинку, покрытую платиновой чернью, на которую подаётся газообразный водород с давлением в 1 атм. и погружённую в водный раствор, содержащий ионы водорода с активностью равной 1. Потенциал стандартного водородного электрода при стандартных условиях (101 325 Па, 298 К) принят равным 0.
Стандартный водородный электрод является эталоном, относительно которого ведётся определение электродного потенциала всех существующих электродов. Электрохимический ряд напряжений металлов построен на изменении величины Э. Д. С. гальванического элемента, состоящего из металла, погружённого в раствор его соли с активностью 1, и стандартного водородного электрода. Левее водорода в электрохимическом ряду располагаются металлы, потенциал которых меньше нуля, правее — больше нуля.
При сборке гальванического элемента из ВЭ и определяемого электрода, на поверхности платины обратимо протекает реакция:
Н+ + 1e− = 1/2H2
то есть, происходит либо восстановление водорода, либо его окисление — это зависит от потенциала реакции, протекающей на определяемом электроде. Измеряя ЭДС гальванического электрода при стандартных условиях (см. выше) определяют стандартный электродный потенциал определяемой химической реакции.
При условиях, отличных от стандартных, потенциал водородного электрода вычисляется по формуле Нернста:
φ=0+RT/F*ln(aH+/pH20,5)
ВЭ применяют для измерения стандартного электродного потенциала электрохимической реакции, для измерения концентрации (активности) водородных ионов, а также любых других ионов.
Применяют ВЭ так же для определения произведения растворимости, для определения констант скорости некоторых электрохимических реакций.
Наиболее важные требования к электродам сравнения:
1. Электрод должен работать в интервале температур.
2. Стабильность работы.
3. Воспроизводимость результатов.
4. Должен быть совместим с исследуемым расплавом.
5. Отсутствие стационарных потенциалов.

## Устройство

Схема стандартного водородного электрода:
1. Платиновый электрод.
2. Подводимый газообразный водород.
3. Раствор кислоты (обычно HCl), в котором концентрация H+ = 1 моль/л.
4. Водяной затвор, препятствующий попаданию кислорода воздуха.
5. Электролитический мост (состоящий из концентрированного р-ра KCl), позволяющий присоединить вторую половину гальванического элемента.

## Из истории
Несмотря на сложность в эксплуатации (необходимость постоянного притока газообразного водорода) водородный электрод был известен давно.
- Водородные электроды собственной конструкции были центральным инструментом работ С. П. Л. Сёренсена, в результате которых появилась современная теория pH-метрии (1909).
- В первых опытах по внутрижелудочной pH-метрии использовался pH-зонд Дж. Ф. Макклендона, электродом сравнения в котором был водородный электрод, вводимый в составе pH-зонда в желудок человека (1915).